# Circuit de Central Harbourfront
Le circuit de Central Harbourfront est un circuit automobile temporaire empruntant les rues de la ville de Hong Kong. Il a accueilli à trois reprises l’ePrix de Hong Kong comptant pour le championnat de Formule E FIA.

## Historique

### Hong Kong et le sport automobile
Hong Kong avait été pressentie pour organiser une manche du championnat du monde de Formule 1 dans les années 1990. Ainsi, Wesley Wan, président de la Fédération hongkongaise de l'automobile, a fait part, en 2011, de sa volonté de voir Hong Kong accueillir un Grand Prix à l'avenir.

### Formule E
L'événement de 2016 est en fait la deuxième tentative d'accueil des courses électriques. La course a été initialement incluse dans le calendrier inaugural de la première saison du championnat mais elle a été annulée. Les organisateurs ont cependant persisté et Hong Kong est présente en tant que ville hôte pour la troisième édition du championnat.
Le premier ePrix s'y tient donc en 2016 et est remporté par le pilote suisse Sébastien Buemi. L’année suivante, l'ePrix a eu lieu en double manche, avec Sam Bird vainqueur de la première tandis que la seconde a été remportée par Felix Rosenqvist.

## Description
Le circuit est situé dans la zone de Harbourfront Central et passe sur le quai de ferry central ainsi qu'à proximité de l'hôtel de ville.
Il a été conçu par Rodrigo Nunes, fonctionne dans le sens des aiguilles d'une montre et comporte une ligne droite de 555 mètres entre les virages 1 et 2 qui constitue la meilleure zone de dépassement. Dix virages jalonnent le tracé, dont deux épingles, l'une d'entre elles étant le premier virage du tracé.

### Évolution du tracé
Dès la première édition de la course, et plus précisément après la première séance d'essais libres, le premier virage est modifié, mais cela n'empêche pas plusieurs accidents en course. Ainsi, pour la seconde édition, de nouvelles modifications sont apportées pour rendre cette épingle moins rapide et plus sûre, sans pour autant modifier la longueur du tracé.